# Superliga Série A 2011-2012
La Superliga Série A 2011-2012 si è svolta dal 9 dicembre 2011 al 21 aprile 2012: al torneo hanno partecipato 12 squadre di club brasiliane e la vittoria finale è andata per la prima volta all'Associação Social e Esportiva Sada.

## Regolamento
Il campionato si è svolto con una prima fase dove le dodici squadre si sono incontrate in un girone all'italiana con gare d'andata e ritorno per un totale di 22 giornate. Al termine della regular season, le prime otto classificate hanno partecipato ai play-off scudetto, strutturati in ottavi di finale, quarti di finale, semifinali e finali, mentre l'ultima classificata è retrocessa in Superliga Série B.

## Squadre partecipanti
| - GRER - BVC - Sada - Cimed - Juiz de Fora - Londrina | - Minas - Funadem - RJX - São Bernardo - Sesi - Volta Redonda |

## Campionato

### Regular season

#### Classifica
| Pos. | Squadra       | Pt | G  | V  | P  | SV | SP | Ratio | PF   | PS   | Ratio |
| ---- | ------------- | -- | -- | -- | -- | -- | -- | ----- | ---- | ---- | ----- |
| 1.   | Sada          | 47 | 22 | 16 | 6  | 55 | 27 | 2.037 | 1931 | 1800 | 1.073 |
| 2.   | Sesi          | 47 | 22 | 16 | 6  | 55 | 30 | 1.833 | 1972 | 1839 | 1.072 |
| 3.   | GRER          | 47 | 22 | 15 | 7  | 56 | 30 | 1.867 | 1998 | 1824 | 1.095 |
| 4.   | Cimed         | 46 | 22 | 16 | 6  | 53 | 28 | 1.893 | 1853 | 1789 | 1.036 |
| 5.   | Minas         | 43 | 22 | 16 | 6  | 54 | 34 | 1.588 | 2029 | 1928 | 1.052 |
| 6.   | BVC           | 38 | 22 | 11 | 11 | 47 | 42 | 1.119 | 2019 | 1956 | 1.032 |
| 7.   | RJX           | 34 | 22 | 12 | 10 | 44 | 41 | 1.073 | 1936 | 1931 | 1.003 |
| 8.   | São Bernardo  | 31 | 22 | 10 | 12 | 41 | 46 | 0.891 | 1723 | 1938 | 0.889 |
| 9.   | Volta Redonda | 20 | 22 | 6  | 16 | 29 | 52 | 0.558 | 1738 | 1896 | 0.917 |
| 10.  | Funadem       | 19 | 22 | 7  | 15 | 28 | 54 | 0.519 | 1787 | 1916 | 0.933 |
| 11.  | Juiz de Fora  | 14 | 22 | 4  | 18 | 19 | 58 | 0.328 | 1688 | 1830 | 0.922 |
| 12.  | Londrina      | 10 | 22 | 3  | 19 | 22 | 60 | 0.367 | 1732 | 2083 | 0.831 |

| Ai play-off scudetto | Retrocessa |

### Play-off
|  | Quarti di finale | Quarti di finale | Quarti di finale | Quarti di finale | Quarti di finale |  |  | Semifinali | Semifinali | Semifinali | Semifinali | Semifinali |  |  | Finale | Finale | Finale |  |
|  |                  |                  |                  |                  |                  |  |  |            |            |            |            |            |  |  |        |        |        |  |
|  | 1                | Sada             | 3                | 1                | 3                |  |  |            |            |            |            |            |  |  |        |        |        |  |
|  | 8                | São Bernardo     | 0                | 3                | 2                |  |  | 1          | Sada       | Sada       | 3          | 3          |  |  |        |        |        |  |
|  | 4                | Cimed            | 3                | 2                | 2                |  |  | 5          | Minas      | Minas      | 1          | 0          |  |  |        |        |        |  |
|  | 5                | Minas            | 2                | 3                | 3                |  |  |            |            |            |            |            |  |  | 1      | Sada   | 3      |  |
|  | 2                | Sesi             | Sesi             | 2                | 2                |  |  |            |            | 3          | GRER       | 1          |  |  |        |        |        |  |
|  | 7                | RJX              | RJX              | 3                | 3                |  |  | 3          | GRER       | 1          | 3          | 3          |  |  |        |        |        |  |
|  | 3                | GRER             | GRER             | 3                | 3                |  |  | 7          | RJX        | 3          | 1          | 1          |  |  |        |        |        |  |
|  | 6                | BVC              | BVC              | 0                | 1                |  |  |            |            |            |            |            |  |  |        |        |        |  |

## Premi individuali
| Premio                | Giocatrice           | Squadra |
| --------------------- | -------------------- | ------- |
| MVP della finale      | William Arjona       | Sada    |
| Miglior attaccante    | Wallace de Souza     | Sada    |
| Miglior muro          | Gustavo Bonatto      | BVC     |
| Miglior servizio      | Vinícius de Siqueira | GRER    |
| Miglior palleggiatore | William Arjona       | Sada    |
| Miglior ricevitore    | Filipe Ferraz        | Sada    |
| Migliore difesa       | Sérgio Nogueira      | Sada    |

## Classifica finale
| Pos | Squadra       | Verdetto                            |
| --- | ------------- | ----------------------------------- |
| 1   | Sada          | al Campionato sudamericano per club |
| 2   | GRER          |                                     |
| 3   | Minas         |                                     |
| 4   | RJX           |                                     |
| 5   | Sesi          |                                     |
| 6   | Cimed         |                                     |
| 7   | BVC           |                                     |
| 8   | São Bernardo  |                                     |
| 9   | Volta Redonda |                                     |
| 10  | Funadem       |                                     |
| 11  | Juiz de Fora  |                                     |
| 12  | Londrina      | Retrocesso in Superliga Série B     |